# كريستيان ماير (متزلج قفز)
كريستيان ماير (بالنرويجية: Christian Meyer)‏ (و. 1977  م) هو متزلج قفز نرويجي، ولد في أوركدال.

## روابط خارجية
- كريستيان ماير على موقع الاتحاد الدولي للتزلج (القفز التزلجي) (الإنجليزية)